# Hollósi Frigyes (evezős)
Hollósi Frigyes, Hollósi-Jung Frigyes, 1923-ig Jung (Nagymaros, 1906. február 18. – Budapest, 1979. január 15.) magyar evezős, úszó, edző, sportvezető.

## Életpályája
Sportpályafutását úszóként kezdte. 1920-tól a BKAC (Budapesti Középiskolai Athletikai Club), 1924-ben a III. kerületi TVE (III. kerületi Torna és Vívó Egylet), majd 1925-től 1927-ig az NSC (Nemzeti Sport Club) úszója volt. 1924-ben a magyar úszóválogatott tagjaként részt vett a párizsi olimpián.
Jelentősebb sporteredményeit evezésben érte el. 1928-tól a Pannónia Evezős Egylet sportolója volt. 1933-tól 1937-ig szerepelt a magyar válogatottban. A magyar kormányos nyolcevezős tagjaként két Európa-bajnoki címet szerzett. A magyar kormányos nyolcevezős csapattal indult az 1936. évi olimpián is. Máig ő az egyetlen magyar sportoló, aki úszásban és evezésben is olimpikon volt. 1937-ben visszavonult a válogatottságtól, majd 1944-ben az aktív sportolástól is.
A második világháború után a Fővárosi Tervhivatal előadója volt. 1945-től 1950-ig egyúttal a Pannónia Evezős Egyletnél, illetve annak megszűnése után, a Budapesti Vörös Meteornál edzősködött. 1957-től tagja lett a Magyar Evezős Szövetség elnökségének. 1971 és 1974 között a szövetség elnöke volt.

## Sporteredményei

### Evezésben
- olimpiai 5. helyezett:
  - 1936, Berlin: kormányos nyolcevezős – 6:26,4 (Domonkos Pál, Korompay Sándor, Ballya Hugó, Kapossy Imre, Szendey Antal, Alapy Gábor, Szabó László, kormányos: Kereszthy Ervin)
- kétszeres Európa-bajnok
  - 1933, Budapest: kormányos nyolcevezős – 5:44,2 (Alapy Gábor, Krassy Miklós, Kozma György, Ballya Hugó, Tóth István, Szabó László, Gyurkóczy Károly, kormányos: Molnár László)
  - 1935, Berlin: kormányos nyolcevezős: – 6:09,2 (Domonkos Pál, Korompay Sándor, Szabó László, Alapy Gábor, Szendy Antal,  Kapossy Imre, Ballya Hugó, kormányos: Kereszthy Ervin)
- Európa-bajnoki 2. helyezett
  - 1933, Budapest: kormányos négyevezős – 6:01,8 (Ballya Hugó, Gyurkóczy Károly, Szabó László, kormányos: Kereszthy Ervin)
- Európa-bajnoki 3. helyezett
  - 1937, Amszterdam: kormányos nélküli négyevezős – 6:45,3 (Ballya Hugó, Szabó László, Szendey Antal)
- háromszoros magyar bajnok:
  - kormányos nyolcevezős: 1933, 1935, 1936

### Úszásban
- olimpiai résztvevő: 
  - 1924, Párizs: 200 m mell – 3:05,0 (helyezetlen)
- tízszeres magyar bajnok:
  - 100 m mell: 1925
  - 200 m mell: 1925, 1926, 1927
  - 400 m mell: 1923, 1924
  - 3 × 100 m vegyes: 1925, 1926, 1927
  - folyamúszás, csapat: 1926

### Rekordjai

#### 200 m mell
- 2:57,0 (1924. június 29., Budapest) országos csúcs (33 m)

## Díjai, elismerései
- Mesteredző (1961)